# Brigitte Fontaine
Brigitte Fontaine (ur. 24 czerwca 1939) – francuska wokalistka, pisarka i aktorka

## Albumy
- 12 chansons d'avant le déluge (współautorzy : Jacques Higelin i Jimmy Walter), Productions Jacques Canetti, 1965
- 15 chansons d'avant le déluge (współautorzy: Jacques Higelin i Michel Colombier), Productions Jacques Canetti, 1966
- Brigitte Fontaine est folle (współautor: Jean-Claude Vannier), Saravah, 1968
- Comme à la radio (współautorzy: Art Ensemble of Chicago i Areski Belkacem), Saravah, 1969
- Brigitte Fontaine (współautorzy: Areski Belkacem, Julie Dassin i Jacques Higelin), Saravah, 1972
- Je ne connais pas cet homme (współautor: Areski Belkacem i Antoine Duhamel), Saravah, 1973
- L'Incendie (współautor: Areski Belkacem), Byg Records, 1974
- Le Bonheur (współautor: Areski Belkacem), Saravah, 1975
- Vous et Nous (współautor: Areski Belkacem, Jean-Philippe Rykiel i Antoine Duhamel), Saravah, 1977
- Les églantines sont peut-être formidables (współautor: Areski Belkacem), RCA-Saravah, 1979
- French corazon (współautorzy : Areski Belkacem i Jean-Philippe Rykiel), Midi/EMI, 1988
- Genre humain (współautorzy : Areski Belkacem, Étienne Daho i Les Valentins), Virgin, 1995
- Les palaces (współautorzy : Areski Belkacem i Alain Bashung), Virgin, 1997
- Morceaux de choix, compilation, Virgin, 1999
- Kékéland (współautorzy : Areski Belkacem, Jean-Claude Vannier, Sonic Youth, -M-, Noir Désir, Ginger Ale, Lou and Placido, Jean Efflam Bavouzet, Jean-Philippe Rykiel, Georges Moustaki, Les Valentins i Archie Shepp), Virgin, 2001
- Rue Saint Louis en l'île (współautorzy : Areski Belkacem, -M-, Didier Malherbe, Jean Efflam Bavouzet, Zebda, Daniel Mille i Gotan Project), Virgin, 2004
- Libido (współautorzy : Jean-Claude Vannier, -M-, Jean Efflam Bavouzet i Areski Belkacem), Polydor, 2006.
- Prohibition (współautorzy : Ivor Guest, Areski Belkacem, Grace Jones i Philippe Katerine), Polydor, 2009
- L'un n'empêche pas l'autre (współautorzy : Ivor Guest, Areski Belkacem, Grace Jones, Arno, Jacques Higelin, Emmanuelle Seigner, Alain Souchon, -M-, Bertrand Cantat, Christophe i Richard Galliano, Polydor, 2011.

## Książki
- Chroniques du bonheur, Paris, Des femmes, 1975.
- Madelon : alchimie et prêt-à-porter, literatura faktu, Paris, Seghers, 1979.
- L'Inconciliabule, Paris, Tierce, 1980, Paris, Les Belles Lettres-Archimbaud, 2009.
- Paso doble, powieść, Paris, Flammarion, 1985.
- Nouvelles de l'exil, Paris, Imprimerie nationale, 1988, i Paris, Flammarion, 2006.
- Genre humain, Christian Pirot éditeur, 1996.
- La Limonade bleue, powieść, l’Écarlate, 1997.
- Galerie d'art à Kekeland, Paris, Flammarion, 2002.
- La Bête Curieuse, powieść, Paris, Flammarion, 2005.
- Attends-moi sous l'obélisque, Paris, Le Seuil-Archimbaud, 2006.
- Travellings, powieść, Paris, Flammarion, 2008.
- Rien suivi de Colère noire, Paris, Les Belles Lettres-Archimbaud, 2009.
- Contes de chats, wraz z Jean-Jakiem Sempé, Paris, Les Belles Lettres-Archimbaud, 2009.
- Le bon peuple du sang, Paris, Flammarion, 2010.
- Antonio, Paris, Les Belles Lettres-Archimbaud, 2011.
- Le bal des coquettes sales (wraz z Léïla Derradji), Paris, Les Belles Lettres-Archimbaud, 2011.
- Mot pour mot, Paris, Les Belles Lettres-Archambaud, 2011.
- Les Charmeurs de pierres, powieść, Paris, Flammarion, 2012.

## Filmografia
- 1999: À mort la mort jako Viviane
- 2001: Absolument fabuleux
- 2002: Traitement de substitution n°4
- 2012: Le Grand Soir